# På besøg hos kong Tingeling
|  | Denne artikel er oprettet af botten PalnaBot ud fra en ekstern database. Den kan derfor have sproglige fejl eller mangler. Denne skabelon kan fjernes efter kontrol af indholdet. |

På besøg hos kong Tingeling er en børnefilm instrueret af Jørgen Roos, Albert Mertz efter manuskript af Jørgen Roos, Albert Mertz.

## Handling
På besøg i eventyrlandet hos Kong Tingeling. Der er vagtparade, og kongen leger med sjove ting og spiser mange kager. Til sidst er der festfyrværkeri.